# Canton d'Étain
Le canton d'Étain est une circonscription électorale française, située dans le département de la Meuse et la région Grand Est.
Le canton est créé en 1790 sous la Révolution française. À la suite du redécoupage cantonal de 2014, les limites territoriales du canton sont remaniées. Le nombre de communes du canton passe de 26 à 42.

## Géographie
Ce canton est organisé autour du bureau centralisateur d'Étain et fait partie intégralement de l'arrondissement de Verdun. Son altitude varie de 190 m (Buzy-Darmont, Gussainville, Saint-Jean-lès-Buzy) à 402 m (Thillot) pour une altitude moyenne de 244 m. Sa superficie est de 354,31 km2.

## Histoire
Le canton d'Étain fait partie du district d'Etain, créée par le décret du 30 janvier 1790.
Après la suppression des districts en 1795, le canton intègre l'arrondissement de Verdun lors de la création de celui-ci le 27 vendémiaire an X (19 octobre 1801),.
À la suite du redécoupage cantonal de 2014, les limites territoriales du canton sont remaniées. Le nombre de communes du canton passe de 26 à 42, avec :
- l'ajout des 32 communes qui formaient l'ancien canton de Fresnes-en-Woëvre : Avillers-Sainte-Croix, Bonzée, Combres-sous-les-Côtes, Dommartin-la-Montagne, Doncourt-aux-Templiers, Les Éparges, Fresnes-en-Woëvre, Hannonville-sous-les-Côtes, Harville, Haudiomont, Hennemont, Herbeuville, Labeuville, Latour-en-Woëvre, Maizeray, Manheulles, Marchéville-en-Woëvre, Mouilly, Moulotte, Pareid, Pintheville, Riaville, Ronvaux, Saint-Hilaire-en-Woëvre, Saint-Remy-la-Calonne, Saulx-lès-Champlon, Thillot, Trésauvaux, Ville-en-Woëvre, Villers-sous-Pareid, Watronville et Woël ;
- le transfert de 12 communes dans le nouveau canton de Belleville-sur-Meuse : Abaucourt-Hautecourt, Blanzée, Châtillon-sous-les-Côtes, Damloup, Dieppe-sous-Douaumont, Eix, Gincrey, Grimaucourt-en-Woëvre, Maucourt-sur-Orne, Mogeville, Moranville et Moulainville ;
- le transfert de 4 communes dans le nouveau canton de Bouligny : Foameix-Ornel, Lanhères, Morgemoulin et Rouvres-en-Woëvre.

## Représentation

### Conseillers d'arrondissement (de 1833 à 1940)
| Période                                  | Période | Identité                        | Étiquette       | Qualité |
| ---------------------------------------- | ------- | ------------------------------- | --------------- | --- |
| 1833                                     | 1839    | Maurice Jennesson (1783-1864)   |                 | Ancien percepteur, propriétaire à Warcq                                                                     |
| 1839                                     | 1845    | Pierre Alexandre Laramée        |                 | Avocat à Étain                                                                                              |
| 1845                                     | 1871    | Henri Joseph Baudot (1795-1872) |                 | Notaire à Étain                                                                                             |
| 1871                                     | 1889    | Ernest La Ramée (1839-1908)     |                 | Propriétaire, maire d'Eix                                                                                   |
| 1889                                     | 1904    | Léon Bettinger (1851-1933)      | Républicain     | Banquier à Étain                                                                                            |
| 1904                                     | 1919    | François-Dominique Denis        |                 | Négociant, adjoint au maire d'Étain                                                                         |
| 1919                                     | 1922    | Lucien Honoré Lieutaud          |                 | Agriculteur à Étain                                                                                         |
| 1922                                     | 1925    | Henri Pierre Didion             | URD             | Notaire Maire d'Étain (1919-1923 et 1930-1933)                                                              |
| 1925                                     | 1934    | Émile Humbert (1877-1956)       | Rad.            | Vétérinaire, maire d'Étain (1945-1953)                                                                      |
| 1934                                     | 1940    | Léon Wrisez (1876-1946)         | Union nationale | Huissier, maire d'Étain (1933-1945)                                                                         |
| 1940                                     |         |                                 |                 | Les conseils d'arrondissement ont été suspendus par la loi du 12 octobre 1940 et n'ont jamais été réactivés |
| Les données manquantes sont à compléter. |         |                                 |                 | |

### Conseillers généraux de 1833 à 2015
| Période         | Période      | Identité                                             | Étiquette                | Qualité |
| --------------- | ------------ | ---------------------------------------------------- | ------------------------ | --- |
| 1833            | 1836         | Jacques Claude Georges Loisillon                     |                          | Fabricant à Etain |
| 1836            | 1845         | Brice Pierre Lacroix                                 |                          | Marchand de bois à Etain |
| 1845            | 1864         | Pierre Alexandre Laramée                             |                          | Avocat, rentier Maire d'Etain, conseiller d'arrondissement |
| 1864            | 1883         | Pol Fabry                                            | Droite                   | Ingénieur des Arts et Manufactures à Paris Domicilié à Etain |
| 1883            | 1904 (décès) | Louis Prud'homme-Havette (1834-1904)                 | Républicain Progressiste | Industriel en bonneterie Maire d'Étain (1878-1904) Député (1894-1902) |
| 1905            | 1925         | Joachim Ernest Prudhomme-Havette (fils du précèdent) | RG                       | Négociant à Étain |
| 1925            | 1933 (décès) | Henri Pierre Didion                                  | URD                      | Notaire Maire d'Étain (1919-1923 et 1930-1933), conseiller d'arrondissement |
| 1934            | 1940         | Émile Humbert                                        | RG-URD                   | Vétérinaire Maire d'Étain, conseiller d'arrondissement |
|                 |              |                                                      |                          | |
| 1943            | 1945         | Martial Brousse                                      |                          | Ingénieur agronome, Président de l'Union des cultivateurs meusiens Maire de Braquis Membre de la commission administrative départementale (1941-1943) Nommé conseiller départemental en 1943 Sénateur CRARS-CNI (1959-1974) |
|                 |              |                                                      |                          | |
| 1945            | 1956 (décès) | Émile Humbert (1877-1956)                            | Rad.                     | Vétérinaire Maire d'Étain (1945-1953), conseiller d'arrondissement |
| 27 janvier 1957 | 1964         | Jean Audoui                                          | Rad.                     | Directeur d'école retraité Maire d'Étain (1953-1965) |
| 1964            | 1970         | André Pelsy                                          | CNIP                     | Agriculteur-éleveur Adjoint au maire de Maucourt |
| 1970            | 1982         | René Schvartz                                        | SE puis UDF              | Assureur Maire d'Étain (1965-1983) |
| 1982            | 2001         | Bernard Laurent                                      | RPR                      | Vétérinaire Conseiller municipal d'Étain |
| 2001            | 2015         | Jean Picart                                          | PCF                      | Professeur de collège retraité Maire d'Étain (1995-2016) Président de la Communauté de Communes |

### Conseillers départementaux à partir de 2015
| Période élective | Période élective | Mandat | Mandat   | Identité             | Nuance | Nuance | Qualité                                                                                            |
| ---------------- | ---------------- | ------ | -------- | -------------------- | ------ | ------ | -------------------------------------------------------------------------------------------------- |
| 2015             | 2021             | 2015   | 2021     | Jean Picart          |        | PCF    | Professeur de collège retraité Maire d'Étain (1995-2016) 3ème Adjoint au Maire d'Étain depuis 2016 |
| 2015             | 2021             | 2015   | 2021     | Marie-Astrid Strauss |        | PCF    | Professeur des écoles Maire de Ronvaux (depuis 2014)                                               |
| 2021             | 2028             | 2021   | en cours | Jérôme Stein         |        | DIV    | Premier adjoint au maire d'Hannonville-sous-les-Côtes                                              |
| 2021             | 2028             | 2021   | en cours | Marie-Astrid Strauss |        | DVG    | Conseillère sortante                                                                               |

### Résultats détaillés

#### Élections de mars 2015
À l'issue du 1er tour des élections départementales de 2015, trois binômes sont en ballottage : Jean-Marc Macel et Christelle Marc (FN, 30,83 %), Jean Picart et Marie-Astrid Strauss (PCF, 28,75 %) et Jean-Marie Cousin et Nicole Jourdan (UDI, 24,74 %). Le taux de participation est de 56,03 % (4 281 votants sur 7 641 inscrits) contre 53,07 % au niveau départemental et 50,17 % au niveau national.
Au second tour, Jean Picart et Marie-Astrid Strauss (PCF) sont élus avec 35,98 % des suffrages exprimés et un taux de participation de 58,2 % (1 553 voix pour 4 447 votants et 7 641 inscrits).

#### Élections de juin 2021
Le premier tour des élections départementales de 2021 est marqué par un très faible taux de participation (33,26 % au niveau national). Dans le canton d'Étain, ce taux de participation est de 35,1 % (2 685 votants sur 7 650 inscrits) contre 34,51 % au niveau départemental. À l'issue de ce premier tour, deux binômes sont en ballottage : Jérôme Stein et Marie-Astrid Strauss (DVC, 36 %) et Céline Coppey et Laurent Joyeux (DVD, 31,34 %).
Le second tour des élections est marqué une nouvelle fois par une abstention massive équivalente au premier tour. Les taux de participation sont de 34,36 % au niveau national, 35,74 % dans le département et 37,49 % dans le canton d'Étain. Jérôme Stein et Marie-Astrid Strauss (DVC) sont élus avec 60,75 % des suffrages exprimés (1 588 voix pour 2 869 votants et 7 652 inscrits),,.

## Composition

### Composition avant 2015

Situation du canton d'Étain dans l'arrondissement de Verdun avant 2015.

Le canton d'Étain regroupait 26 communes sur une superficie de 236,35 km2.
| Nom                      | Code Insee | Codepostal | Superficie (km2) | Population (dernière pop. légale) | Densité (hab./km2) |
| ------------------------ | ---------- | ---------- | ---------------- | --------------------------------- | ------------------ |
| Étain (chef-lieu)        | 55181      | 55400      | 19,64            | 3 768 (2012)                      | 192                |
| Abaucourt-Hautecourt     | 55002      | 55400      | 9,68             | 110 (2012)                        | 11                 |
| Blanzée                  | 55055      | 55400      | 3,39             | 19 (2012)                         | 5,6                |
| Boinville-en-Woëvre      | 55057      | 55400      | 5,65             | 68 (2012)                         | 12                 |
| Braquis                  | 55072      | 55400      | 4,95             | 103 (2012)                        | 21                 |
| Buzy-Darmont             | 55094      | 55400      | 12,38            | 569 (2012)                        | 46                 |
| Châtillon-sous-les-Côtes | 55105      | 55400      | 10,68            | 170 (2012)                        | 16                 |
| Damloup                  | 55143      | 55400      | 5,28             | 141 (2012)                        | 27                 |
| Dieppe-sous-Douaumont    | 55153      | 55400      | 15,06            | 183 (2012)                        | 12                 |
| Eix                      | 55171      | 55400      | 12,06            | 257 (2012)                        | 21                 |
| Foameix-Ornel            | 55191      | 55400      | 11,07            | 206 (2012)                        | 19                 |
| Fromezey                 | 55201      | 55400      | 5,96             | 53 (2012)                         | 8,9                |
| Gincrey                  | 55211      | 55400      | 9,69             | 62 (2012)                         | 6,4                |
| Grimaucourt-en-Woëvre    | 55219      | 55400      | 5,69             | 105 (2012)                        | 18                 |
| Gussainville             | 55222      | 55400      | 10,48            | 40 (2012)                         | 3,8                |
| Herméville-en-Woëvre     | 55244      | 55400      | 14,64            | 233 (2012)                        | 16                 |
| Lanhères                 | 55280      | 55400      | 4,60             | 71 (2012)                         | 15                 |
| Maucourt-sur-Orne        | 55325      | 55400      | 6,43             | 61 (2012)                         | 9,5                |
| Mogeville                | 55339      | 55400      | 6,37             | 74 (2012)                         | 12                 |
| Moranville               | 55356      | 55400      | 6,80             | 124 (2012)                        | 18                 |
| Moulainville             | 55361      | 55400      | 11,15            | 125 (2012)                        | 11                 |
| Morgemoulin              | 55357      | 55400      | 6,85             | 108 (2012)                        | 16                 |
| Parfondrupt              | 55400      | 55400      | 8,53             | 51 (2012)                         | 6                  |
| Rouvres-en-Woëvre        | 55443      | 55400      | 16,74            | 719 (2012)                        | 43                 |
| Saint-Jean-lès-Buzy      | 55458      | 55400      | 10,34            | 348 (2012)                        | 34                 |
| Warcq                    | 55578      | 55400      | 4,99             | 210 (2012)                        | 42                 |

### Composition à partir de 2015
Le canton d'Étain regroupe désormais 42 communes sur une superficie de 354,31 km2.
| Nom                           | Code Insee | Intercommunalité                      | Superficie (km2) | Population (dernière pop. légale) | Densité (hab./km2) | Modifier                                    |
| ----------------------------- | ---------- | ------------------------------------- | ---------------- | --------------------------------- | ------------------ | ------------------------------------------- |
| Étain (bureau centralisateur) | 55181      | CC du Pays d'Étain                    | 19,64            | 3 449 (2022)                      | 176                | modifier les données · modifier les données |
| Avillers-Sainte-Croix         | 55021      | CC du Territoire de Fresnes-en-Woëvre | 5,50             | 80 (2022)                         | 15                 | modifier les données · modifier les données |
| Boinville-en-Woëvre           | 55057      | CC du Pays d'Étain                    | 5,65             | 77 (2022)                         | 14                 | modifier les données · modifier les données |
| Bonzée                        | 55060      | CC du Territoire de Fresnes-en-Woëvre | 21,14            | 367 (2022)                        | 17                 | modifier les données · modifier les données |
| Braquis                       | 55072      | CC du Pays d'Étain                    | 4,95             | 104 (2022)                        | 21                 | modifier les données · modifier les données |
| Buzy-Darmont                  | 55094      | CC du Pays d'Étain                    | 12,38            | 524 (2022)                        | 42                 | modifier les données · modifier les données |
| Combres-sous-les-Côtes        | 55121      | CC du Territoire de Fresnes-en-Woëvre | 5,06             | 108 (2022)                        | 21                 | modifier les données · modifier les données |
| Dommartin-la-Montagne         | 55157      | CC du Territoire de Fresnes-en-Woëvre | 6,77             | 51 (2022)                         | 7,5                | modifier les données · modifier les données |
| Doncourt-aux-Templiers        | 55163      | CC du Territoire de Fresnes-en-Woëvre | 6,18             | 67 (2022)                         | 11                 | modifier les données · modifier les données |
| Les Éparges                   | 55172      | CC du Territoire de Fresnes-en-Woëvre | 9,52             | 61 (2022)                         | 6,4                | modifier les données · modifier les données |
| Fresnes-en-Woëvre             | 55198      | CC du Territoire de Fresnes-en-Woëvre | 9,08             | 668 (2022)                        | 74                 | modifier les données · modifier les données |
| Fromezey                      | 55201      | CC du Pays d'Étain                    | 5,96             | 65 (2022)                         | 11                 | modifier les données · modifier les données |
| Gussainville                  | 55222      | CC du Pays d'Étain                    | 10,48            | 34 (2022)                         | 3,2                | modifier les données · modifier les données |
| Hannonville-sous-les-Côtes    | 55228      | CC du Territoire de Fresnes-en-Woëvre | 15,71            | 546 (2022)                        | 35                 | modifier les données · modifier les données |
| Harville                      | 55232      | CC du Territoire de Fresnes-en-Woëvre | 5,54             | 112 (2022)                        | 20                 | modifier les données · modifier les données |
| Haudiomont                    | 55237      | CC du Territoire de Fresnes-en-Woëvre | 9,30             | 232 (2022)                        | 25                 | modifier les données · modifier les données |
| Hennemont                     | 55242      | CC du Territoire de Fresnes-en-Woëvre | 10,82            | 111 (2022)                        | 10                 | modifier les données · modifier les données |
| Herbeuville                   | 55243      | CC du Territoire de Fresnes-en-Woëvre | 6,71             | 181 (2022)                        | 27                 | modifier les données · modifier les données |
| Herméville-en-Woëvre          | 55244      | CC du Pays d'Étain                    | 14,64            | 221 (2022)                        | 15                 | modifier les données · modifier les données |
| Labeuville                    | 55265      | CC du Territoire de Fresnes-en-Woëvre | 9,58             | 140 (2022)                        | 15                 | modifier les données · modifier les données |
| Latour-en-Woëvre              | 55281      | CC du Territoire de Fresnes-en-Woëvre | 6,74             | 87 (2022)                         | 13                 | modifier les données · modifier les données |
| Maizeray                      | 55311      | CC du Territoire de Fresnes-en-Woëvre | 3,87             | 24 (2022)                         | 6,2                | modifier les données · modifier les données |
| Manheulles                    | 55317      | CC du Territoire de Fresnes-en-Woëvre | 10,45            | 152 (2022)                        | 15                 | modifier les données · modifier les données |
| Marchéville-en-Woëvre         | 55320      | CC du Territoire de Fresnes-en-Woëvre | 5,63             | 68 (2022)                         | 12                 | modifier les données · modifier les données |
| Mouilly                       | 55360      | CC du Territoire de Fresnes-en-Woëvre | 10,96            | 106 (2022)                        | 9,7                | modifier les données · modifier les données |
| Moulotte                      | 55363      | CC du Territoire de Fresnes-en-Woëvre | 5,53             | 87 (2022)                         | 16                 | modifier les données · modifier les données |
| Pareid                        | 55399      | CC du Territoire de Fresnes-en-Woëvre | 7,02             | 111 (2022)                        | 16                 | modifier les données · modifier les données |
| Parfondrupt                   | 55400      | CC du Pays d'Étain                    | 8,53             | 42 (2022)                         | 4,9                | modifier les données · modifier les données |
| Pintheville                   | 55406      | CC du Territoire de Fresnes-en-Woëvre | 5,18             | 104 (2022)                        | 20                 | modifier les données · modifier les données |
| Riaville                      | 55429      | CC du Territoire de Fresnes-en-Woëvre | 3,36             | 50 (2022)                         | 15                 | modifier les données · modifier les données |
| Ronvaux                       | 55439      | CC du Territoire de Fresnes-en-Woëvre | 2,63             | 105 (2022)                        | 40                 | modifier les données · modifier les données |
| Saint-Hilaire-en-Woëvre       | 55457      | CC du Territoire de Fresnes-en-Woëvre | 11,12            | 181 (2022)                        | 16                 | modifier les données · modifier les données |
| Saint-Jean-lès-Buzy           | 55458      | CC du Pays d'Étain                    | 10,34            | 376 (2022)                        | 36                 | modifier les données · modifier les données |
| Saint-Remy-la-Calonne         | 55465      | CC du Territoire de Fresnes-en-Woëvre | 8,04             | 99 (2022)                         | 12                 | modifier les données · modifier les données |
| Saulx-lès-Champlon            | 55473      | CC du Territoire de Fresnes-en-Woëvre | 7,81             | 113 (2022)                        | 14                 | modifier les données · modifier les données |
| Thillot                       | 55507      | CC du Territoire de Fresnes-en-Woëvre | 3,65             | 206 (2022)                        | 56                 | modifier les données · modifier les données |
| Trésauvaux                    | 55515      | CC du Territoire de Fresnes-en-Woëvre | 3,95             | 70 (2022)                         | 18                 | modifier les données · modifier les données |
| Ville-en-Woëvre               | 55557      | CC du Territoire de Fresnes-en-Woëvre | 14,18            | 130 (2022)                        | 9,2                | modifier les données · modifier les données |
| Villers-sous-Pareid           | 55565      | CC du Territoire de Fresnes-en-Woëvre | 6,12             | 74 (2022)                         | 12                 | modifier les données · modifier les données |
| Warcq                         | 55578      | CC du Pays d'Étain                    | 4,99             | 182 (2022)                        | 36                 | modifier les données · modifier les données |
| Watronville                   | 55579      | CC du Territoire de Fresnes-en-Woëvre | 6,39             | 102 (2022)                        | 16                 | modifier les données · modifier les données |
| Woël                          | 55583      | CC du Territoire de Fresnes-en-Woëvre | 13,21            | 208 (2022)                        | 16                 | modifier les données · modifier les données |
| Canton d'Étain                | 5509       |                                       | 354,31           | 9 875 (2022)                      | 28                 | modifier les données                        |

## Démographie
En 2022, le canton comptait 9 875 habitants, en évolution de −3,01 % par rapport à 2016 (Meuse : −4,4 %, France hors Mayotte : +2,11 %).
| 2013   | 2018   | 2022  |
| ------ | ------ | ----- |
| 10 427 | 10 012 | 9 875 |